# Bruno Dammer
Bruno Julius Moritz Dammer (* 8. September 1876 in Berlin; † 28. August 1957 in Wiesbaden) war ein deutscher Geologe und Mitglied der Preußischen Geologischen Landesanstalt.

## Leben
Dammer war der jüngste Sohn des Chemikers Otto Dammer. Nach dem Abitur am Berliner Friedrich-Wilhelms-Gymnasium im März 1896 absolvierte er auf verschiedenen Bergwerken des Ruhrgebiets das praktische Lehrjahr, leistete dann bis 1898 seinen Militärdienst ab und studierte anschließend in Berlin; am 14. Juni 1901 legte er das Bergreferendarexamen ab und trat kurz darauf als Hilfsgeologe in den Verband der Königlichen Geologischen Landesanstalt und Bergakademie Berlin ein. 1903 wurde er an der Universität Gießen promoviert; seine Dissertation trägt den Titel "Das Rotliegende der Umgegend von Altenburg in Sachsen-Altenburg".
In den insgesamt fast fünfzig Jahren als Geologe im Staatsdienst entfaltete er eine rege Tätigkeit vor allem auf dem Gebiet der Kartographie; Schwerpunkte dieser Tätigkeit bildeten die brandenburgische Neumark, zu deren Landesgeologen er 1923 ernannt worden war, und Ostpreußen, wo er von 1934 bis 1936 die von der PGLA betriebenen geologischen Aufnahmen im Flachland leitete. Darüber hinaus war er als Gutachter für Wassererschließungen und nutzbare Gesteine und Mineralien eingesetzt; das wissenschaftliche Ergebnis dieses Tätigkeitsgebietes war sein Werk über "Die nutzbaren Mineralien mit Ausnahme der Erze und Kohlen".
Nach dem Zweiten Weltkrieg war Dammer am Hessischen Landesamt für Bodenforschung tätig, bis er am 1. April 1949 in den Ruhestand trat; allerdings blieb er auch weiterhin bis zu seinem Tode "Freiwilliger Mitarbeiter" des Landesamtes.
Bruno Dammer war zweimal verheiratet und hatte drei Kinder.

## Ehrungen
- 1952: Verdienstkreuz (Steckkreuz) der Bundesrepublik Deutschland

## Werke
- Die nutzbaren Mineralien mit Ausnahme der Erze, Kalisalze, Kohlen und des Petroleums, Bruno Dammer / Oskar Tietze, Stuttgart: Enke, 1913/14
- Das Rotliegende der Umgegend von Altenburg in Sachsen-Altenburg, Bruno Dammer, Berlin 1903, S. 46.